# توماس إتش أثرتون
توماس إتش أثرتون (بالإنجليزية: Thomas H. Atherton) هو مهندس معماري أمريكي، ولد في 16 يناير 1884، وتوفي في فبراير 1978.